# Uri’el Reichman
Uri’el Reichman (ur. 4 lipca 1942 w Tel Awiwie) – izraelski polityk, były członek Knesetu z listy partii Kadima.
Reichman ukończył prawo na Uniwersytecie Hebrajskim w Jerozolimie w 1972 roku. Studiował także na Uniwersytecie w Chicago. Służbę wojskową zakończył w stopniu kapitana. Był pracownikiem Uniwersytetu w Tel Awiwie i przewodniczącym Centrum Interdyscyplinarnego w Herclijji. Po raz pierwszy wszedł do Knesetu w 2006 roku. Zrezygnował jednak z mandatu 28 kwietnia 2007 roku na znak protestu wobec nieotrzymania teki ministra edukacji (została nim Juli Tamir z Partii Pracy). Zastąpił go Szaj Chermesz.